# Ерік Каравака
Ерік Каравака (фр. Éric Caravaca; нар. 22 листопада 1966, Ренн, Франція) — французький актор, режисер і сценарист іспанського походження.

## Біографія
Ерік Каравака народився 22 листопада 1996 року в Реннесі, (департамерт Іль і Вілен, Франція) у сім'ї іспанського інженера-будівельника.
Закінчив Національну консерваторію в Руані, вивчав літературу і брав уроки акторської майстерності. Після завершення навчання і здобуття ступеня, поїхав до Парижа, де навчався в Національній консерваторії драматичного мистецтва. Після закінчення консерваторії у 1993 році, вирушив до Нью-Йорка, де навчався протягом року в Акторській студії в Нью-Йорку.
Повернувшись до Франції, продовжив театральну кар'єру. Успіх акторові принесла головна роль у виставі за п'єсою англійського драматурга Семюеля Беккета «У пошуках Годо» (1993).
У кіно дебютував у 1989 році, знявшись у короткометражному фільмі «Жаровня». Каравака грав в основному епізодичні ролі, поки Франсуа Дюпейрон не запросив його на головну роль у стрічці «Що є життя?» (1999). За цю роль Ерік отримав премію «Сезар» у номінації «найперспективніший актор». Після цього він починає активно зніматися у головних ролях, як правило, беручи участь в декількох стрічках на рік.
Перша режисерська робота Еріка Караваки — картина «Пасажир» (2005). Фільм було представлено на Венеційському кінофестивалі.

## Фільмографія
Актор
| Рік  | Назва                                  | Оригінальна назва                                 | Роль                            | Примітки         |
| ---- | -------------------------------------- | ------------------------------------------------- | ------------------------------- | ---------------- |
| 2019 | З божої волі                           | Grâce à Dieu)                                     | Жиль Перре                      |                  |
| 2015 | Коханець на день                       | L'amant d'un jour                                 |                                 |                  |
| 2015 | Упередження                            | Préjudice                                         | Гаетан                          |                  |
| 2014 | 24 дні, правда про справу Ілана Халімі | 24 jours d'Alexandre Arcady                       | Хосе Фернандес                  |                  |
| 2014 | Нікому невідомий                       | Un illustre inconnu                               | капітан Дево                    |                  |
| 2013 | Ти шануватимеш свою матір і свою матір | Tu honoreras ta mère et ta mère de Brigitte Rouan | П'єр                            |                  |
| 2013 | Розбійники                             | Les Brigands                                      | Карл                            |                  |
| 2012 | Тут, внизу                             | Ici-bas                                           | військовик                      |                  |
| 2011 | Курча з чорносливом                    | Poulet aux prunes                                 | Абді                            |                  |
| 2011 | Анонімний католик                      | Catholique anonyme                                | Ентоні                          |                  |
| 2010 | Маленька кімната                       | La petite chambre                                 | Марк                            |                  |
| 2010 | Як п'ять пальців                       | Comme les cinq doigts de la main                  | Жульєн Гайон                    |                  |
| 2009 | Маленька зона турбулентності           | Une petite zone de turbulences                    | Фаб'єн                          |                  |
| 2009 | Повстала                               | L'insurgée                                        | Рафаель                         |                  |
| 2009 | Прощавай, де Голль, прощавай           | Adieu De Gaulle adieu                             | Ален Пейрефіт                   | телевізійний     |
| 2009 | Рай на Заході                          | Eden à l'Ouest                                    | Джек — заступник директор клубу |                  |
| 2008 | Клієнтка французького жиголо           | Cliente                                           | Марко                           |                  |
| 2008 | Ніч собак                              | Nuit de chien                                     | Віллар                          |                  |
| 2008 | Все менше і менше                      | De moins en moins                                 | Ерік                            |                  |
| 2008 | Сімейний бізнес                        | Affaire de famille                                | інспектор Віван                 |                  |
| 2007 | Кімната смерті                         | La chambre des morts                              | Морено / П'єр Норман            |                  |
| 2007 | Я чекаю декого                         | J'attends quelqu'un                               | Жан-Філіп                       |                  |
| 2006 | Братерство каменю                      | Le concile de pierre                              | батько Лаури                    |                  |
| 2006 | Честолюбні                             | Les ambitieux                                     | Жюльєн                          |                  |
| 2006 | Мій полковник                          | Mon colonel                                       | Рене                            |                  |
| 2006 | Довод самого слабого                   | La raison du plus faible                          | Патрік                          |                  |
| 2005 | Пасажир                                | Le passager                                       | Тома                            |                  |
| 2004 | Якби я був нею                         | Si j'étais elle                                   | Ніколя                          | телевізійний     |
| 2004 | Інгелезі                               | Inguélézi                                         | Кадер                           |                  |
| 2003 | Прокляття                              | Cette femme-là                                    | Сільван Бацинський              |                  |
| 2003 | Мосьє Ибрагим і квіти Корану           | Monsieur Ibrahim et les fleurs du Coran           | Момо у 30 років                 |                  |
| 2003 | Вона наша                              | Elle est des nôtres                               | Ерік                            |                  |
| 2003 | Солдати Саламини                       | Soldados de Salamina                              | Камареро Діжон                  |                  |
| 2003 | Його брат                              | Son frère                                         | Люк                             |                  |
| 2002 | Без пам'яті                            | Novo                                              | Фред                            |                  |
| 2002 | Коханці Ніла                           | Les amants du Nil                                 | Самюель                         |                  |
| 2001 | Палата для офіцерів                    | La chambre des officiers                          | Адрієн                          |                  |
| 2000 | Без пломби                             | Sans plomb                                        | Кен                             |                  |
| 2000 | Час сексуального звільнення            | La parenthèse enchantée                           | Альберт                         |                  |
| 1999 | Знічев'я                               | Rien à faire                                      | юнак                            |                  |
| 1999 | Життя мене не лякає                    | La vie ne me fait pas peur                        |                                 |                  |
| 1999 | Що є життя?                            | C'est quoi la vie?                                | Ніколя                          |                  |
| 1998 | Природна історія                       | Histoire naturelle                                |                                 |                  |
| 1998 | Занадто далеко                         | Beaucoup trop loin                                |                                 |                  |
| 1998 | Шлях вільний                           | La voie est libre                                 | Робер                           |                  |
| 1997 | Франко-російський                      | Francorusse                                       | студент                         |                  |
| 1996 | Нікотин                                | Nicotine                                          |                                 |                  |
| 1996 | Субота на Землі                        | Un samedi sur la terre                            | Мартен                          |                  |
| 1992 | Прекрасна витівка                      | L'échappée belle                                  |                                 | короткометражний |
| 1989 | Жаровня                                | Brasero                                           |                                 | короткометражний |

Режисер
- 2005 : Пасажир / Le Passager (короткометражний)
- 2017 : Ділянка 35 / Carré 35 (документальний)

## Визнання
| Рік  | Нагорода                               | Категорія                        | Фільм               | Результат |
| ---- | -------------------------------------- | -------------------------------- | ------------------- | --------- |
| 2000 | Премія «Сезар»                         | Найперспективніший актор         | Що є життя?         | Перемога  |
| 2000 | Золота зірка французького кіно         | Найкращий дебют у чоловічій роль | Палата для офіцерів | Перемога  |
| 2001 | Фестиваль романтичних фільмів у Кабурі | Найкращий новий актор            | Без пломби          | Перемога  |
| 2002 | Премія «Сезар»                         | Найкращий актор                  | Палата для офіцерів | Номінація |
| 2018 | Премія «Люм'єр»                        | Найкращий документальний фільм   | Ділянка 35          | Номінація |
| 2018 | Премія «Сезар»                         | Найкращий документальний фільм   | Ділянка 35          | Номінація |